# Svartfläckad rödrock
Svartfläckad rödrock (Ampedus sanguinolentus) är en skalbaggsart som först beskrevs av Franz Paula von Schrank 1776.  Svartfläckad rödrock ingår i släktet Ampedus, och familjen knäppare. Enligt den svenska rödlistan är arten nära hotad i Sverige. Arten förekommer i Götaland, Gotland, Öland och Svealand. Artens livsmiljö är våtmarker, skogslandskap, jordbrukslandskap.

## Bildgalleri

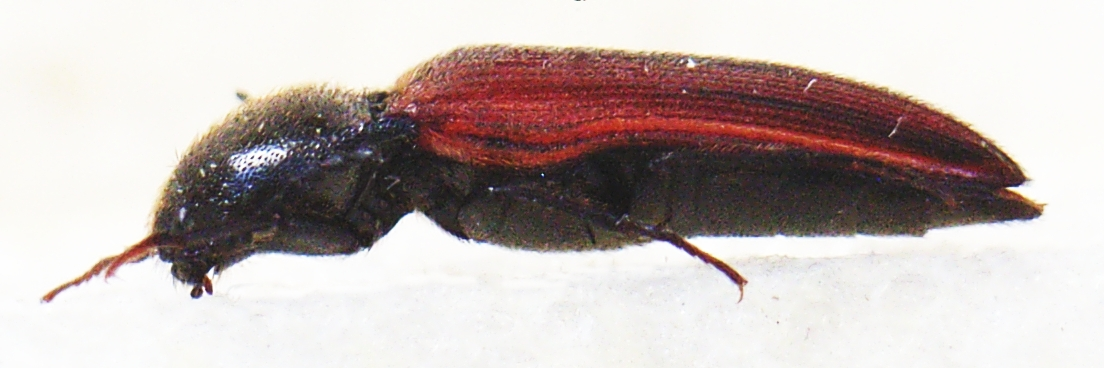
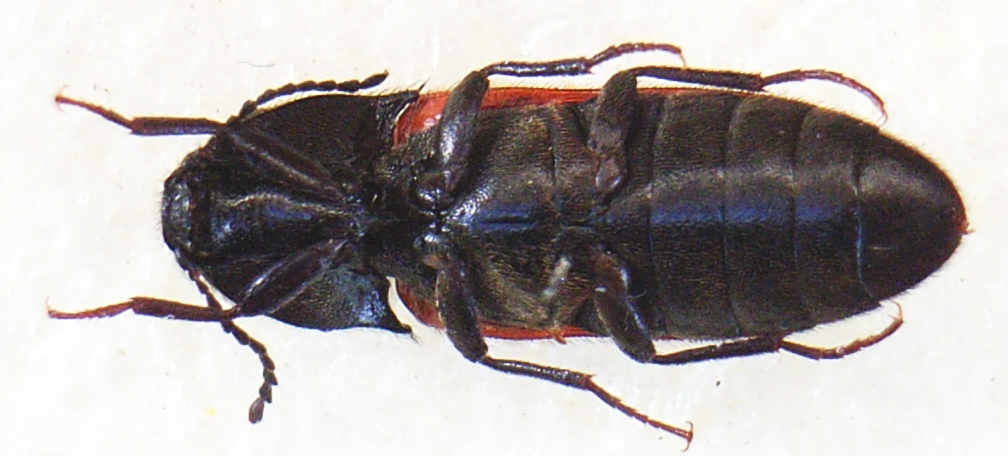
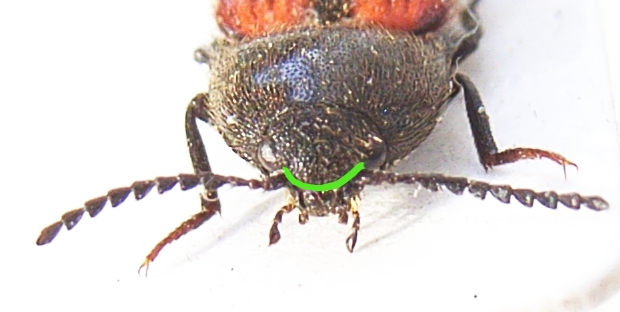
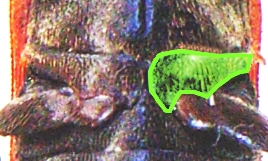
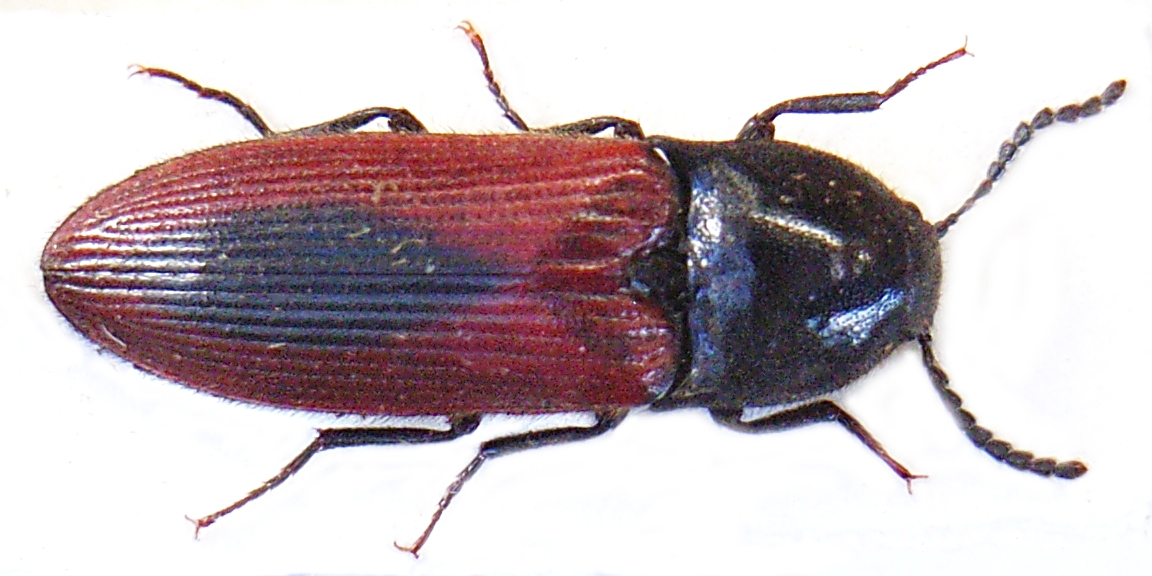
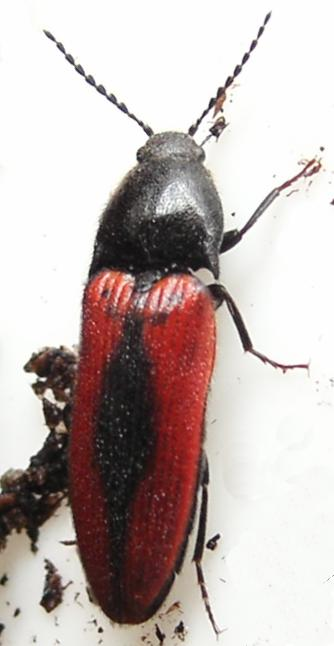